# Зелёный парадокс
«Зелёный парадо́кс» (нем. Das grüne Paradoxon) — противоречивая книга немецкого экономиста Ханса-Вернера Зинна, в которой описывается наблюдение об экологической политике, которая со временем становится более зелёной, но действует как национализация для владельцев ископаемого топлива, побуждая их ускорять добычу ресурсов и, следовательно, ускорять глобальное потепление.

## Основная линия рассуждений
Аргументация Green paradox начинается с признания фундаментального, неизбежного факта: каждый атом углерода в газе, угле или нефти при их сгорании попадает в атмосферу (если сжигание достаточно эффективно, чтобы не образовывалась сажа). Около четверти выбрасываемого углерода останется в атмосфере практически навсегда, внося свой вклад в парниковый эффект, вызывающий глобальное потепление.
Помимо облесения, только две вещи могут уменьшить накопление углерода в атмосфере: либо меньше углерода извлекать из земли, либо закачивать его обратно под землю после сбора энергии.
Усилия в области экологической политики, особенно в Европе, идут в первом направлении, направленном на продвижение альтернативы, CO2-свободные источники энергии и более эффективное использование энергии. Оба подхода должны сократить спрос на углеводороды. Хотя автор, Ханс-Вернер Зинн, в частности, утверждает, что схемы поддержки возобновляемых источников энергии имеют незначительный эффект, он упускает из виду государственную поддержку потребления и производства ископаемого топлива. Согласно отчёту ОЭСР, в странах ОЭСР и ключевых странах с формирующейся рыночной экономикой такая поддержка высока — 160—200 миллиардов долларов США в год. Утверждается, что эта поддержка препятствует глобальным усилиям по сокращению выбросов и борьбе с изменением климата.
Согласно Зинну экологическая политика, учитывая ожидаемое постепенное ужесточение политики в ближайшие десятилетия, оказывает более сильный эффект на понижение будущих цен, чем на текущие, тем самым снижая темпы прироста стоимости залежей ископаемого топлива. Владельцы этих ресурсов с беспокойством относятся к такому тренду развития и реагируют увеличением объёмов добычи, конвертируя выручку в инвестиции на рынках капитала, которые предлагают более высокую доходность. Это зелёный парадокс: экологическая политика, которая со временем станет более экологичной, действует как национализация, провоцирующая владельцев на реакцию, ускоряя темпы добычи их запасов ископаемого топлива, тем самым ускоряя изменение климата.
Страны, которые не участвуют в усилиях по сдерживанию спроса, имеют двойное преимущество. Они сжигают углерод, высвобождённый «зелёными» странами (эффект утечки), а также сжигают дополнительный углерод, извлечённый в ответ на объявленное и ожидаемое снижение цен в результате постепенного «озеленения» экологической политики.
Зинн пишет в аннотации: «[Стратегии сокращения спроса] просто снижают мировые цены на углерод и побуждают экологов потреблять то, на чём страны, участвующие в Киотском протоколе сэкономили. Хуже того, если поставщики почувствуют угрозу постепенного „озеленения“ экономической политики в странах Киотского протокола, которое нанесёт ущерб их будущим продажам, они будут быстрее извлекать свои запасы, тем самым ускоряя глобальное потепление».
Зинн подчеркивает, что условием зелёного парадокса является дефицит ресурса в том смысле, что его цена всегда будет выше, чем удельные затраты на добычу и разведку вместе взятые. Он утверждает, что это условие, вероятно, будет выполнено, поскольку старые технологии в лучшем случае предложат идеальную замену электричеству, но не ископаемым видам топлива. Цены на уголь и сырую нефть в настоящее время во много раз превышают соответствующие затраты на разведку и добычу вместе взятые.

## Практичные решения
Эффективная климатическая политика должна обязательно сосредоточить внимание на стороне предложения углеродного рынка, которой до сих пор не уделялось должного внимания, в дополнение к спросу. Способы, предложенные Зинном, как практически осуществимые, включают в себя взимание налога с промышленности с прироста капитала с финансовых вложений владельцев ископаемых топливных ресурсов или создание единой глобальной системы торговли квотами на выбросы, которая эффективно ограничила бы потребление ископаемого топлива во всём мире, тем самым достигнув желаемое снижение скорости извлечения углерода.
Оплата поставщикам за уничтожение ископаемого топлива (или преобразование их в сырье (не топливо)), таким образом гарантируя, что со стороны спроса независимость для ископаемого топлива всё ещё окупается, в то время как происходит сокращение добычи углерода — другое предложение.

## Работы по теме
Идеи Ханса-Вернера Зинна о зелёном парадоксе были подробно представлены в ряде научных статей, его лекциях Thünen 2007 г. на ежегодном собрании Verein für Socialpolitik, его президентском послании 2007 г. в Международном институте общественных финансов в Уорике, двух рабочих документах и его книге на немецком языке «Das Grüne Paradoxon» (2008). Они основаны на его более ранних исследованиях реакции предложения владельцев природных ресурсов на объявленные изменения цен.